# Marianne Berglund
Siv Marianne Berglund (nascida em 23 de junho de 1963) é uma ex-ciclista sueca que competia em provas de estrada.

## Carreira
Em 3 de setembro de 1983, venceu a prova de estrada feminina durante o Campeonato Mundial UCI em Altenrhein, na Suíça. Também venceu o Tour de Texas. Competiu como representante de seu país, Suécia, nos Jogos Olímpicos de Verão de 1984 e 1988. No ano de 1990, venceu a primeira edição do Tjejtrampet.